# دی جی ویلسون
دی جی ویلسون (انگلیسی: D. J. Wilson؛ زادهٔ ۱۹ فوریهٔ ۱۹۹۶) بازیکن بسکتبال اهل ایالات متحده آمریکا است.